# Positioniergenauigkeit
Die Positioniergenauigkeit bezeichnet eine Eigenschaft bewegter mechanischer Systeme, hauptsächlich bei Werkzeugmaschinen und Positioniersystemen. Sie ist ein Maß dafür, wie genau eine gewünschte Position angefahren oder erreicht werden kann, und damit für die Fertigungsgenauigkeit, die mit der Maschine erreichbar ist.

## Kreisformtest
Der Kreisformtest ist eine Methode zur Überprüfung der Positioniergenauigkeit bzw. zur Beurteilung der Reglereinstellungen einer CNC-Werkzeugmaschine.

## Positionsunsicherheit und Positionstoleranz
Eine Kenngröße für die Positioniergenauigkeit ist die Positionsunsicherheit. Diese gibt an, wie groß die Abweichung der Ist-Position von der Soll-Position in Bewegungsrichtung ist. 
Die zulässige Gesamtabweichung einer Bewegungsachse wird als Positionstoleranz bezeichnet.

## Bestimmung der Positionsunsicherheit
Zur Bestimmung der Positionsunsicherheit werden Soll-Positionen jeweils von positiver ({\displaystyle \uparrow }) und negativer ({\displaystyle \downarrow }) Richtung angefahren und so die Ist-Positionen {\displaystyle {\overline {x}}_{i}\uparrow } und {\displaystyle {\overline {x}}_{i}\downarrow } gemessen.
Die Positionsunsicherheit {\displaystyle P} einer Bewegungsachse setzt sich aus drei Anteilen zusammen:
{\displaystyle P=max({\overline {\overline {x}}}_{i}+{\tfrac {1}{2}}(U_{i}+P_{si}))-min({\overline {\overline {x}}}_{i}-{\tfrac {1}{2}}(U_{i}+P_{si}))}
mit
- der systematischen Abweichung {\displaystyle {\overline {\overline {x}}}_{i}} am Ort xi vom Sollwert:

{\displaystyle {\overline {\overline {x}}}_{i}={\frac {{\overline {x}}_{i}\uparrow +{\overline {x}}_{i}\downarrow }{2}}}

- der Umkehrspanne {\displaystyle U} am Ort xi, die den Positionsunterschied durch Anfahren aus positiver und negativer Richtung angibt:

{\displaystyle U_{i}=\left|{\overline {x}}_{i}\uparrow -{\overline {x}}_{i}\downarrow \right|}
- der Positionsstreubreite {\displaystyle P_{s}} am Ort xi, die ein Maß für die zufälligen Abweichungen ist:

{\displaystyle P_{si}=6\cdot s_{i}=6\cdot {\frac {s_{i}\uparrow +s_{i}\downarrow }{2}}}
- der Standardabweichung {\displaystyle s}

- der Positionsabweichung {\displaystyle P_{a}} (systematische Gesamtabweichung):

{\displaystyle P_{a}=\left|{\overline {\overline {x}}}_{i,max}-{\overline {\overline {x}}}_{i,min}\right|}.